# 스플릿 픽션
《스플릿 픽션》(Split Fiction)은 헤이즈라이트 스튜디오스가 개발하고 일렉트로닉 아츠가 배급한 다인용 전용 액션 어드벤처 게임이다. SF 작가 2인 미오 허드슨과 조이 포스터가 창의적인 발상을 뺏는 기계의 음모로 자신들의 창작물 속 세계에 갇히면서 탈출하는 이야기를 담았다.
2025년 3월 6일 플레이스테이션 5, 윈도우 및 엑스박스 시리즈 X/S 플랫폼으로 출시됐으며 6월 5일 닌텐도 스위치 2로 게임기와 동시발매됐다. 발매 당시 전폭적인 호평을 받았으며 출시 2주만에 판매량이 200만 장 이상을 기록했다.

## 반응
《스플릿 픽션》은 리뷰 애그리게이터 웹사이트 메타크리틱에서 "전폭적인 호평"을 기록했다. 오픈크리틱에서 98%의 평론가가 게임을 추천했다.